# 20 Fingers
20 Fingers — американский музыкальный проект из Чикаго, созданный Charlie «Babie» Rosario и Manfred «Manny» Mohr. Группа была очень популярна в 1990-е годы.

## История
Их первый сингл «Short Dick Man» был выпущен в 1994 году вместе с вокалисткой Gillette. Песня стала мегахитом достигнув топ 5 в Италии, Германии, Франции.
20 Fingers также написали и спродюсировали все треки на дебютном альбоме певицы Gillette On The attack на котором был ещё один хит «Mr. Personality». Ещё один хит из этого альбома «You’re A Dog». В Германии «Mr. Personality» и «You’re A Dog» издавались под 20 Fingers featuring Gillette как и на её альбоме On The Attack, который также был переименован в On The Attack And More.
Вторым синглом группы была песня «Lick It», записанная вместе с вокалисткой Roula. Трек стал ещё одним успехом в клубах Европы и в мире.
В 1995 году песня «Short Dick Man» была переиздана в Великобритании под названием «Short Short Man» и микширована группой Strike.
В том же 1995 году 20 Fingers выпускают дебютный альбом 20 Fingers, у которого была особенность в том, что у практически каждого трека были свои вокалисты.
Их третий сингл «Sex Machine» был записан с вокалисткой Katrina (Roxanne Dawn). Трек также стал клубным хитом.
Мужской вокал представлял рэпер Max-A-Million, с которым 20 Fingers записали синглы «Fat Boy», «Take Your Time» и «Sexual Healing».
20 Fingers спродюсировали альбом Max-A-Million, названный Take Your Time, второй альбом Gillette, Shake Your Money Maker и ещё один сингл певицы Katrina: «Push, Push».
В композиции «Choke My Chicken», «Flat-Chested Girl» и «Putang Ina Mo» вокалистами были Babie и Mohr.
20 Fingers записали ряд синглов под псевдонимами вокалисток («She Won’t Know» — Dania, «Praying For An Angel» и «Holding On To Love» — Rochelle, «I’m In Love» — A' Lisa B).
В 2001 году 20 Fingers написали для Gillette песню «Sex Tonight».

## Вокалисты
- Big Sister
- Bongo Boys
- Cassandra
- Dance Factor
- Gillette
- Jr. Flex
- Katrina
- Max-A-Million (featuring Tommye, A´Lisa B. and Duran Estevez)
- Nerada
- Rochelle
- Roula
- Ted Tubbacki & Gobber
- Vicki R.

## Интересные факты
Группа 20 Fingers известна широким употреблением обсценной лексики, благодаря которой появляются и цензурные варианты песен, например, «Short Dick Man» (Парень с коротким членом) преобразовалась в «Short Short Man» в отцензурированной версии. Композиция «Lick It» также имела 2 варианта.

## Дискография

### Альбомы
- 1994: 20 Fingers
- 1994: 20 Fingers feat. Gillette — On The Attack
- 1995: 20 Fingers feat. Gillette — On The Attack And More (Re-Release)
- 1995: 20 Fingers — The Compilation
- 1995: 20 Fingers feat. Max-A-Million — Take Your Time
- 1996: 20 Fingers feat. Gillette — Shake Your Money Maker

### Синглы
- 1994: 20 Fingers feat. Gillette — Short Dick Man
- 1994: 20 Fingers feat. Gillette — Short Short Man
- 1995: 20 Fingers feat. Roula — Lick It
- 1995: 20 Fingers feat. Gillette — Mr. Personality
- 1995: 20 Fingers feat. Gillette — You´re A Dog
- 1995: 20 Fingers feat. Max-A-Million — Fat Boy
- 1995: 20 Fingers feat. Max-A-Million — Take Your Time
- 1995: 20 Fingers feat. Max-A-Million — Sexual Healing
- 1996: 20 Fingers feat. Kathrina — Sex Machine
- 1996: 20 Fingers feat. Gillette — Bounce
- 1996: 20 Fingers feat. Gillette — Do Fries Go With That Shake?
- 1996: 20 Fingers feat. Gillette — Shake Your Money Maker

### Клипы
- Short Dick Man 1994 — посмотреть клип на YouTube
- Mr. Personality 1994 — посмотреть клип на YouTube
- Lick It 1995 — посмотреть клип на YouTube
- Fat Boy 1995 — посмотреть клип на YouTube
- Sex Machine 1995 — посмотреть клип на YouTube
- Take Your Time 1995 — посмотреть клип на YouTube